# Balthasar Augustin Albrecht

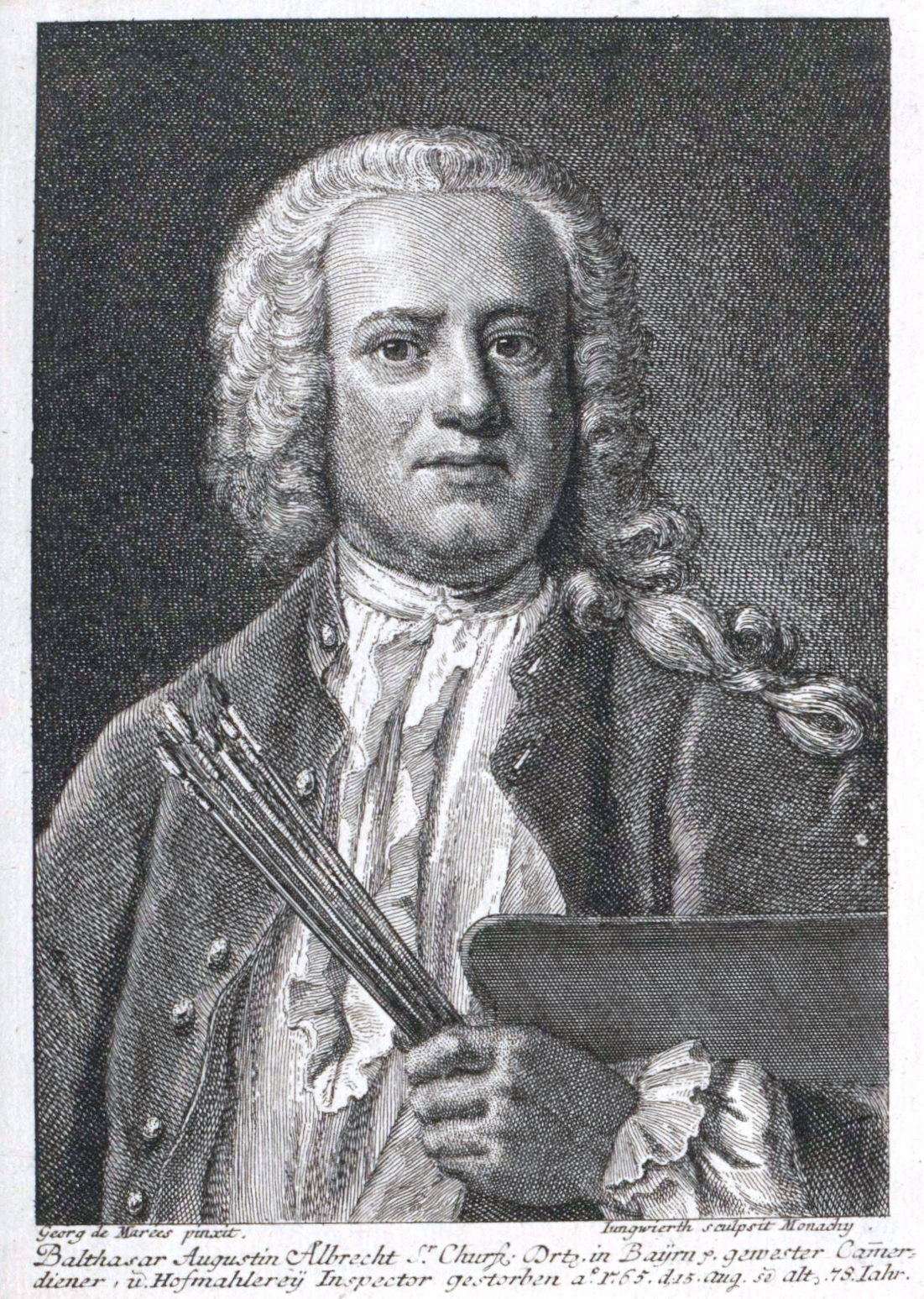
Balthasar Augustin Albrecht, Stich von Jungwierth nach Georg de Marees

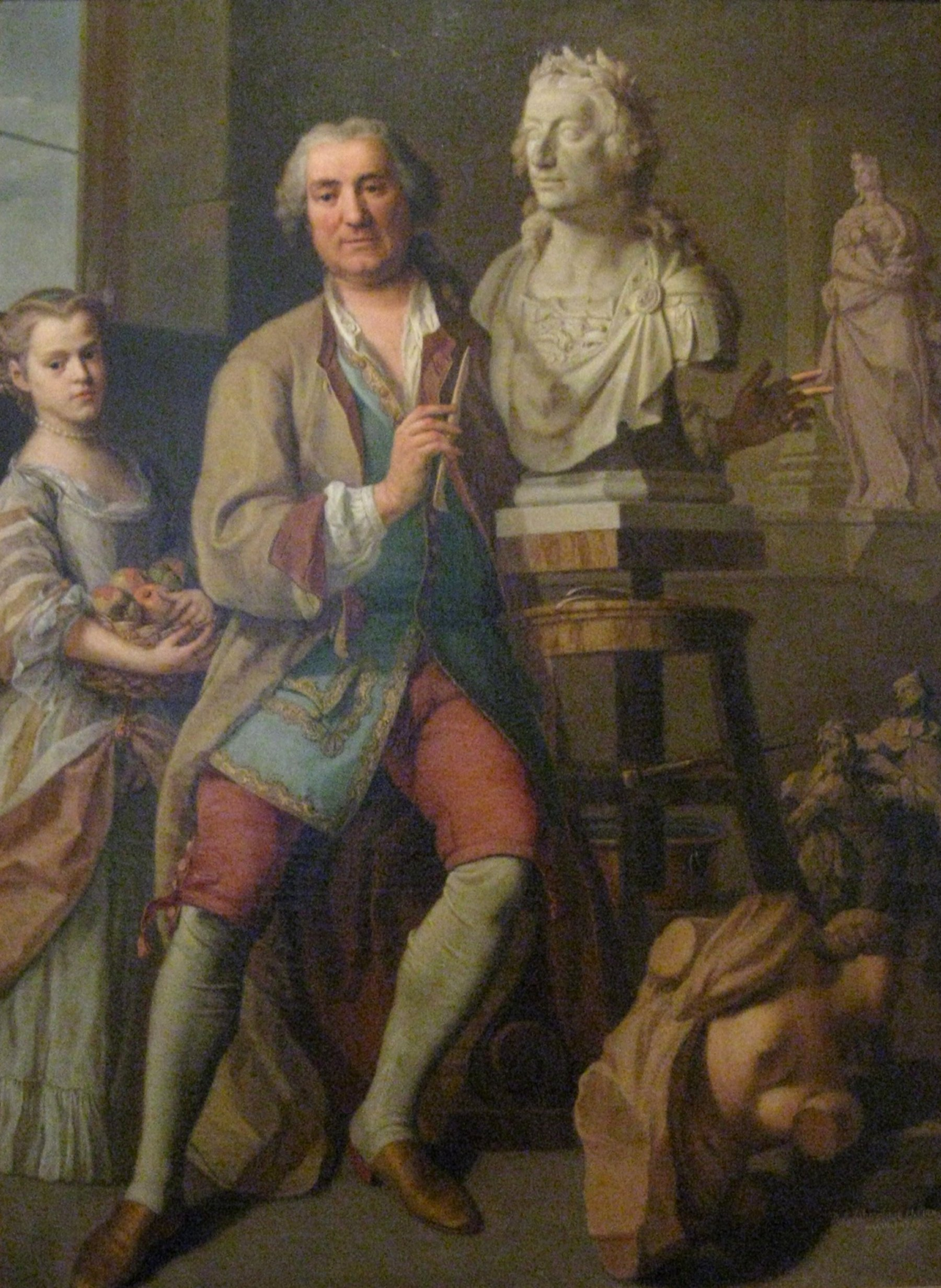
Johann Baptist Straub im Atelier, 1763, Öl auf Leinwand von Albrecht, Bayerisches Nationalmuseum in München

Balthasar Augustin Albrecht (* 6. Januar 1687 in Berg am Starnberger See; † 15. August 1765 in München) war ein Münchner Hofmaler des Barock.

## Leben
Balthasar Augustin Albrecht wurde am 6. Januar 1687 im „Schmalzer“ in Berg am Starnberger See als ältester Sohn von Albrecht und Elisabeth Augustin geboren. Er wird im Taufregister von Aufkirchen nur mit dem Vornamen Balthasar geführt. Sein Vater war Wassermeister und Zimmerer am kurfürstlichen Schloss Berg.
1726 heiratete er im Alter von 39 Jahren Maria Barbara Theresia Busan. Sie schenkte ihm neun Kinder, wovon sieben in den ersten Monaten nach der Geburt verstarben. Ihr einzig verbliebener Sohn Augustin ging als Pater nach Altomünster, die 1728 geborene Tochter Theresia Barbara trat in dasselbe Kloster ein. Damit starb dieser Zweig der Familie Albrecht aus. Albrechts Frau verstarb 1738 kurz nach der Geburt des neunten Kindes. Bis zu seinem Tode lebte er in der Kaufingerstraße in München. Nach kurzer Krankheit verstarb er im Alter von 78 Jahren am 15. August 1765 und wurde auf dem Friedhof bei St. Stephan begraben.
Der Maler Franz Ignaz Oefele (1721–1797) war ein Schüler von Albrecht.

## Künstlerischer Werdegang
Albrecht erlernte die Anfänge des Malerhandwerks bei seinem Onkel Benedikt Albrecht. Später begab er sich zu weiteren Studien nach Rom und Venedig. 1719 kehrte er nach seinem Studienaufenthalt nach München zurück.
Am 19. April 1723 wurde Albrecht vom Kurfürst Max Emanuel der Hofschutz bewilligt, was mit vielen Vergünstigungen verbunden war. So war er gegenüber der Stadt zu keinen steuerlichen Abgaben verpflichtet und unterstand nicht der städtischen Gerichtsbarkeit, sondern der des Hofes. Dies spricht für den Ruf und das Können von Albrecht. 1746 wurde er zum Galerie-Inspektor und Restaurator ernannt. In dieser Eigenschaft erstellte er für nahezu alle bayerischen Schlösser, wie die Residenz in München, Nymphenburg, Schleißheim, Fürstenried, Starnberg, Berg und Landshut Gemäldeinventare. Eine weitere Aufgabe war die Restaurierung mehrerer Hundert schadhafter Gemälde. Es ist der große Verdienst Albrechts, dass beispielsweise der reiche und kostbare Gemäldebestand der Wittelsbacher gesichert und vor dem Verfall bewahrt wurde. 1755 bekam er den ersten Preis der „Kayserlichen Augsburgischen Academie“ zugesprochen.

## Werke (Auswahl)

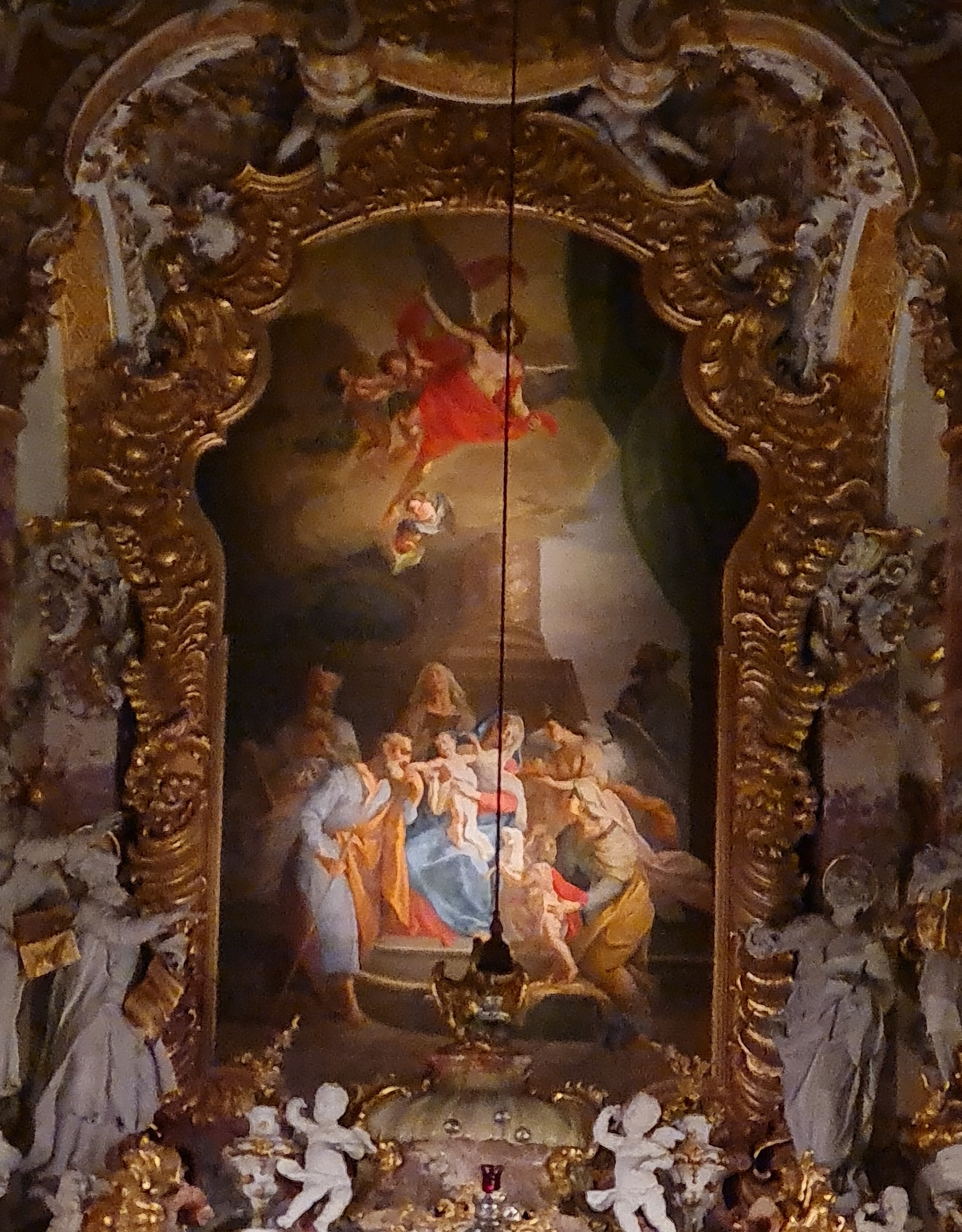
Altarbild in der Wieskirche

Albrecht war Schöpfer vieler Altarbilder und Fresken, beispielsweise als Freskant der Münchner Residenz. Sein Werk ist sehr umfangreich, sodass hier nur einige seiner Werke hervorgehoben werden:
- 1724 Deckenfresko, Hoch- und Seitenaltarbilder in der Hofmarkkirche Schönbrunn bei Dachau
- 1724 Altarblatt in der ehemaligen Mariahilfkirche München
- 1729 Deckenmittelbild der Ahnengalerie in der Residenz München
- 1732 Kuppelfresko über der Prachtstiege in der Residenz München
- 1734 Fresken der Grünen Galerie in der Residenz München
- 1734 Seitenaltar im Kloster Reutberg
- 1738 Hoch- und Seitenaltar im Marienmünster Dießen,
- 1740 Hochaltarblatt in St. Ulrich in Wangen bei Starnberg,
- 1745 Hochaltarblatt und Seitenaltar in der Klosterkirche St. Michael in Niederaudorf,
- 1747 Mirakelbilder an der Außenmauer der Wallfahrtskirche Aufkirchen,
- 1753/54 Hochaltarblatt der Wieskirche,
- 1755 Drei Altarblätter im Kloster Schäftlarn,
- 1760 Hochaltarblatt, ursprünglich für die Hauskapelle eines Münchner Kaufmannsehepaars angefertigt, heute in der St. Johann Baptist in Solln,
- 1764 Altarblatt des südlichen Seitenaltars in der Stiftskirche Polling
- Albrecht war auch für mehrere Altarblätter der barocken, heute abgegangenen Klosterkirche in Münsterschwarzach verantwortlich. Hier schuf er die Sebastianspflege, eine Ecce-homo-Darstellung, und die Gemälde der Klosterheiligen Benedikt und Scholastika von Nursia.

Im Gegensatz zur Wertschätzung, die Albrecht zu Lebzeiten genoss, ist er heute weitgehend in Vergessenheit geraten, was eventuell mehrere Ursachen hat: Seine Arbeiten sind an die Architektur in Form von Fresken und Altarbildern gebunden und daher kaum in Museen zu finden. Ein Großteil seiner Werke wurde vor allem im letzten Krieg zerstört oder sind verschollen (hierzu zählen insbesondere seine Werke in der Münchner Residenz). Zu Lebzeiten erzielte er für seine Arbeiten sehr hohe Preise und der vom Fürsten bewilligte Hofschutz spricht für seine damalige Bedeutung als hochgeschätzter Maler.